# سایت میاتاکی
سایت میاتاکی (به ژاپنی: 宮滝遺跡, Miyataki iseki)، یک محوطه باستانی پیچیده با آثاری از دوره جومون، دوره یایویی و دوره نارا، واقع در محله میاتاکی شهر یوشینو، نارا، استان نارا، ژاپن است. این مکان در سال ۱۹۲۴ به عنوان یک مکان تاریخی ملی ژاپن (یادمان‌های ژاپن) تعیین شد.